# KuTso
I kuTso sono un gruppo musicale Alternative rock italiano formatosi a Roma nel 2006.

## Storia del gruppo

### Primi anni eAiutatemiEP (2006-2011)

Flyer del primo concerto dei kuTso

Il progetto nasce a Marino (RM) da un'idea del cantante e autore Matteo Gabbianelli, dopo lo scioglimento dei Silversei, band fondata insieme ad Adriano Viterbini dei Bud Spencer Blues Explosion, in cui Matteo militava come batterista. Il nome kuTso (/'kats:o/) deriva da un vezzo di Gabbianelli, che sin dai tempi del liceo era solito scrivere sui banchi di scuola parolacce camuffate con grafie simil anglofone. L'artista, nel suo studio di registrazione kuTso Noise Home, compone e produce in solitudine canzoni in gran parte autobiografiche, che giocano sul contrasto tra una musica solare e dei testi sarcastici, amari e spesso disfattistici. in questo periodo inziale, in cui è allo stesso tempo cantante e batterista, si avvale della collaborazione di suo fratello Fabio Gabbianelli alle chitarre e Leandro Fiacco al basso e con loro il 9 marzo 2006 tiene il primo concerto della band, al Linux Club di Roma in apertura al poeta e attore Remo Remotti.
Il primo segno tangibile di un cambiamento arriva nel 2007, anno in cui vincono l'Heineken Jammin Festival Contest che avrebbe permesso loro di suonare al festival stesso, ma sfortunatamente quell'edizione dell'Heineken Jammin Festival venne sospesa a causa di una tromba d'aria che colpì Mestre, sede dell'evento.
Di lì a poco avviene il primo drastico cambio di formazione con Giacomo Citro al basso, Alessandro Inolti alla batteria e Donatello Giorgi alla chitarra. Questa è la line-up che inizia a farsi strada nei club del Lazio.
Per i successivi 3 anni la band continua a suonare e scrivere canzoni, fase nella quale è seguita parallelamente da Alex Britti.

i kuTso ad uno dei loro primi concerti al Contestaccio di Roma nel 2010

Verso fine 2010 prendono contatti con l'etichetta discografica 22R, che pubblica il loro primo EP nell'agosto 2011, intitolato Aiutatemi, contenente anche il video dell'omonima traccia con la quale la band ha vinto il premio per la tecnica (Premio Tutto Digitale per la Tecnica) al M.E.I. 2010. Pochi mesi dopo i kuTso partecipano al concorso MarteLive, dove vincono nella categoria Musica.  Sempre nel 2011 c'è il secondo cambio nella line-up, il bassista Giacomo Citro viene sostituito da Luca Amendola. Quest'ultimo era già presente nell'EP come corista aggiuntivo.

### Decadendo (su un materasso sporco)ePerpetuo Tour(2012-2014)
Dopo il successo al MarteLive inizia a prendere forma il Perpetuo Tour, la band infatti apre i concerti di diversi artisti come Fabrizio Moro, Nobraino, Motel Connection, A Toys Orchestra, Marta sui Tubi, e Linea 77. Il nome del tour tende a sottolineare il fatto che la band non si sia mai fermata e che abbia sempre cercato di fare più date possibili, circa 120 nel solo 2014.
Nel 2012 va in onda sul canale La7D un servizio dedicato a Matteo Gabbianelli all'interno del programma That's Italia condotto da Filippa Lagerback.
A settembre dello stesso anno i kuTso partecipano al concorso nazionale Edison – Change The Music e superano le due selezioni previste; a novembre vengono scelti dalla giuria come vincitori nella sezione Rock/Metal/Punk.
Nei primi mesi del 2013 la band finalizza la composizione del primo album ufficiale autoprodotto, Decadendo (Su Un Materasso Sporco), che viene pubblicato il 1 aprile e che contiene anche una versione alternativa della canzone Aiutatemi, denominata "kuTso & friends" cantata insieme a Fabrizio Moro, Pierluigi Ferrantini dei Velvet, Pier Cortese, Lorenzo Kruger dei Nobraino e Adriano Bono. Durante questa fase avviene il terzo cambio nella line-up, il batterista Alessandro Inolti, è sostituito da Simone Bravi,  l'unico dei componenti ad aver affrontato un vero e proprio provino.
L'album viene pubblicato da 22R, Cose Comuni e Metatron, distribuito da AudioGlobe e presentato il 4 aprile al Circolo Degli Artisti di Roma. A Un mese dalla pubblicazione del disco, i kuTso diventano artisti della settimana sul portale MTV New Generation.
Dall'album vengono estratti 3 singoli, tra cui il più apprezzato è Alé, che è rimasto nella classifica Indie Music Like del M.E.I. per più di 4 settimane.

Il 6 aprile esce il singolo Lo sanno tutti, il cui video vede la partecipazione del gruppo comico The Pills e dell'attore Raffaele Vannoli.

i kuTso sul palco del Rock In Roma festival in apertura a Caparezza nel 2014

il 27 maggio dello stesso anno sono ospiti di Deejay Tv all'interno del programma Occupy Deejay.
Il 20 luglio esce il singolo Marzia, dedicato da Matteo alla sua compagna di sempre, musa ispiratrice di più di una canzone. Il brano è accompagnato da due differenti videoclip.
Il 2013 dei kuTso si conclude con 80 date in giro per l'Italia, tra le quali l'apertura del concerto ai Primal Scream all'Alcatraz Milano ed ai Gogol Bordello all'Orion di Ciampino.
Nel 2014 si intensifica l'attività live della band che riesce a calcare anche palchi più grandi partecipando al Concerto del Primo Maggio di Roma, all'Hard Rock Live sempre a Roma con The Fratellis, Negramaro e altri, ed infine accompagnando Caparezza nelle date del Rock In Roma e dell'Hit Week Festival a Miami (U.S.A.).

### Sanremo eMusica Per Persone Sensibili(2015-2016)

i kuTso al 65° Fesival di Sanremo nel 2015

A febbraio 2015 partecipano alla 65ª edizione del Festival di Sanremo tra le Nuove Proposte e si classificano al secondo posto con il brano Elisa; inoltre vincono il premio Assomusica conferitogli per "l'originalità e la capacità di emozionare mostrata dai kuTso nel corso dell'esibizione dal vivo sul palco dell'Ariston, tra gli otto giovani in gara al 65º Festival della Canzone Italiana."
il singolo Elisa entra in alta rotazione su Rtl 102.5, network radiofonico che conferisce alla band anche il primo premio nella classifica sanremese dell'emittente.Elisa è stata la più alta nuova entrata nella classifica airplay italiana, raggiungendo il 16º posto e rimanendo nella Top40 per sei settimane
Il 12 febbraio pubblicano il loro secondo album, Musica Per Persone Sensibili, prodotto da Matteo Gabbianelli e Alex Britti per l'etichetta IT.POP su licenza Universal Music. Curiosamente all'interno dell'album è presente la foto di un mandrillo posta nella custodia del cd; questa foto venne scelta da Britti mentre stava seguendo gli ultimi ritocchi alla confezione dell'album insieme alla band che l'aveva proposta per scherzo.
Vengono scelti per la copertina del freepress musicale ExitWell del bimestre aprile/maggio.
A marzo ripartono in tour ribattezzato Perpetuo Tour Per Persone Sensibili. 
il 13 marzo sono ospiti di Giuseppe Cruciani nel programma La Zanzara su Radio 24, in cui, dopo aver espresso il loro apprezzamento per la storico sfogo in diretta di Emilio Fede durante la trasmissione, su invito del conduttore, effettuano uno scherzo telefonico al giornalista, il quale in risposta insulta la band.
il 26 marzo si esibiscono dal vivo in diretta televisiva e radiofonica sul terzo canale della Rai Svizzera RSI.
A maggio si esibiscono per la seconda volta al Concerto del Primo Maggio di Roma. Sul palco con la band è presente anche Alex Britti, camuffato da chitarrista della band ZZ Top; nella stessa sera partono per Bologna per esibirsi anche al concerto in Piazza Maggiore, organizzato da Eugenio Finardi.
A fine maggio esce il secondo singolo estratto dal cd, Io Rosico, il cui video diretto da Roberto Tafuro, vede il cantante vestire i panni di un inedito Hulk.
Il 2 giugno Matteo scende in campo con la Nazionale Cantanti a Torino per la Partita del Cuore.L’incasso di uno Juventus Stadium gremito ha avuto come beneficiari Telethon e la Fondazione per la ricerca sul cancro dell’Istituto di Candiolo.
il 6 luglio esce il singolo L'Amore è scritto in collaborazione con Piotta e accompagnato da un divertente videotutorial.
Il 30 ottobre esce il quarto singolo della band, Spray Nasale, con un video surreale diretto da Luca Tartaglia. Rolling Stone Italia descrive il video come: “Ispirato al racconto Il naso di Gogol, il videoclip di Spray Nasale narra le vicende di un naso vagabondo e del suo cruciale incontro con uno spray nasale che sembra essere la soluzione alla sua condizione di perenne disagio. In realtà l’apparente “supereroe” spray nasale si rivela essere un personaggio negativo poiché apporta un beneficio illusorio e temporaneo, come tutti gli appigli dannosi a cui ci si aggrappa per non sprofondare nel dolore.”

Il 20 novembre esce per Universal Music l'album We Love Disney, che vede i più importanti artisti nazionali ed internazionali interpretare i grandi classici di Walt Disney. Matteo Gabbianelli, cantante dei kuTso, dimostrando le sue doti vocali fuori dal comune, reinterpreta in una tonalità altissima l'intramontabile capolavoro Supercalisfragilistichespiralidoso.

la band per la seconda volta al Concertone del Primo Maggio nel 2015 con Alex Britti sul palco mascherato da chitarrista degli ZZ Top

Nel Dicembre del 2015 i kuTso sperimentano l'esecuzione di un loro concerto dopo aver ingerito grandi quantitavi di alcool fin dal primo pomeriggio, con l'intento di salire sul palco privi di qualsiasi filtro razionale. L'obbiettivo di questo esperimento è constatarne gli effetti sulla performance della band. Quella interminabile giornata, culminata in uno show surreale e sgangherato è raccontata nel documentario autoprodotto Alcoholic Marathon.
Il 27 gennaio 2016, la band è protagonista di un breve e divertente diverbio in diretta con l'onorevole Maurizio Gasparri, all'interno del programma Revolution di Tv2000.
il 28 luglio esce l'ultimo singolo della band prima di un ulteriore cambio di formazione: Grazie alla Guerra è un inno pacifista ispirato alla guerra in Iraq contro lo Stato Islamico.
Il 28 agosto si conclude il Perpetuo Tour con l'annuncio della band di voler tornare in studio per le registrazioni del nuovo disco.
Dal 28 settembre i kuTso sono presenti come resident band all'interno del game show musicale Bring the Noise condotto da Alvin in onda su Italia 1.
Il 31 dicembre 2016 tramite un video live su Facebook viene annunciato che Donatello Giorgi e Luca Amendola hanno lasciato la band. Gabbianelli fa comunque sapere che il gruppo sta già registrando il nuovo album con i nuovi componenti.

### Cambio di formazione eWarm up tour(2017)

live al CSOA Forte Prenestino nel 2017

Il 27 gennaio 2017 la band presenta su Facebook Brian Riente come nuovo chitarrista, ed un mese più tardi viene annunciato anche Luca Lepore al basso.
Il 18 marzo con un grande concerto presso il CSOA Forte Prenestino di Roma davanti ad oltre 5000 persone parte il nuovo tour denominato Warm up tour che precederà l'uscita dell'album.
Il 18 aprile 2017 i kuTso confermano la loro presenza, come resident band della seconda edizione di Bring the Noise.
Il 16 agosto il pubblico viene elettrizzato dalla loro eclettica performance live alla manifestazione La Repubblica delle idee, in Piazza Maggiore a Bologna, organizzata dal quotidiano La Repubblica e diretta artisticamente dai giornalisti Ernesto Assante e Gino Castaldo.
Il 30 settembre 2017 termina il Warm up tour con la data al Dissesto Musicale di Tivoli Terme, durante la quale la band suona per la prima volta dal vivo il brano inedito "Che effetto fa"
Il 18 dicembre 2017 il batterista Simone Bravi comunica, tramite il suo profilo Facebook, di aver lasciato la band. I kuTso annunciano diversi giorni dopo di aver iniziato la ricerca del nuovo batterista per il gruppo.

### Il nuovo albumChe effetto fa(2018-2019)
Il 2018 dei kuTso si apre con l'annuncio del nuovo batterista, Bernardino Ponzani, che si esibirà per la prima volta con la band il 7 gennaio 2018 ad un evento di Spaghetti unplugged.

Il 7 marzo la band comunica ufficialmente sulla propria pagina Facebook di aver completato la produzione del terzo album e del video per il primo singolo.

Release party dell'album Che effetto fa al Largo Venue di Roma nel 2018.

Dal 22 marzo al 9 aprile la band ha rilasciato diversi video teaser contenenti l'hashtag "Che effetto fa" per pubblicizzare l'uscita del nuovo singolo. Dieci giorni dopo l'ultimo teaser, viene ufficializzata la data di uscita del singolo che porta il nome dell'album.
il video della title track viene girato al Palazzo Chigi di Ariccia nelle stesse sale dove Luchino Visconti girò il suo capolavoro Il Gattopardo.
Il 20 aprile viene confermata la presenza dei kuTso in concerto come special guest alla finale dell'evento It's up 2U che si tiene l'11 maggio. Tramite la pagina dell'evento viene anche confermato che il nuovo album si intitolerà Che Effetto Fa e sarà in uscita per la fine di settembre sotto l'etichetta Goodfellas.
il 16 giugno la band suona in apertura al concerto di Fabrizio Moro allo stadio Olimpico di Roma, coinvolgendo la folla con un'entusiasmante performance in cui il pubblico viene continuamente invitato ad essere protagonista dello show. A questa storica esibizione segue l'uscita del singolo Manzoni Alieni.

Il 28 settembre viene rilasciato Che Effetto Fa, album che segna un cambio di sound con l'inserimento massiccio di synth e un ammorbidimento delle sonorità verso un approccio vagamente New wave a Art rock; il consueto piglio sarcastico/esistenzialista della penna di Matteo gabbianelli, autore e cantante della band, si arrichisce di uno sguardo più intimista. L'album, prodotto da Gabbianelli e Marco Fabi contiene 10 tracce, tra cui il singolo Uno + Una, una ballata scanzonata e autobiografica, sequel del brano Marzia, che descrive momenti di tensione estrema e attimi di felicità condivisa, costanti delle storie d’amore più intense.

negli studi del programma tv di Rai 2 Stracult nel 2019

Il 27 ottobre la band è ospite del programma Splendor sul canale Iris di Mediaset. Nella puntata la band dopo un'interessante intervista che ripercorre le vicende degli ultimi anni, si esibisce in un breve ed intenso live.
Il 15 marzo 2019 viene rilasciato l'ultimo singolo Il Segreto di Giulio, il cui video vede la collaborazione dell'attore Giulio Berruti, presente anche nel brano come seconda voce. La canzone gioca intorno all’idea secondo la quale chi ha maggior capacità di attrazione nei confronti del gentil sesso, sarebbe destinato a condurre una vita di successi e soddisfazioni. I kuTso presentano in Tv il singolo, nel programma Rai Stracult con una divertente esibizione in playback.
Durante tutto il 2019 la band continua il tour di promozione all'album Che Effetto fa.

Matteo Gabbianelli, cantante dei kuTso sul palco del M.E.I. nel 2020

### La Pandemia mondiale e l'epÈ Andata Così(2020/2021)[79]
Il primo febbraio 2020 la band pubblica Strade Interrotte quinta ed ultima release di Che effetto fa; il brano è una ballata struggente eseguita dal vivo durante il programma di Radio 2 Rai Prendila Così condotto da Diletta Parlangeli e Francesco De Carlo, e accompagnata da un intenso video in bianco e nero pubblicato in anteprima su Billboard.
L'avvento della Pandemia di Covid-19 non ha fermato l'attività dei kuTso, i quali durante i periodi di lockdown hanno prodotto in studio tre brani, raccolti nell'EP È Andata Così, che raccontano l'esperienza della reclusione forzata e descrivono con occhio critico, ironico e a volte più intimistico e criptico le reazioni individuali e collettive che l'evento eccezionale della Pandemia ha causato nelle persone. La particolarità dell'album, oltre ad un suono nettamente elettronico è la sua creazione interamente da remoto, senza che i componenti della band si incontrassero fisicamente. Il singolo apripista Potete Uscire diventa virale sul web e va in in onda su Radio 105 all'interno del programma Lo zoo di 105.
Il 13 aprile 2020 pubblicano nuovamente il singolo Potete Uscire rivisitato in versione reverse, ovvero il brano viene suonato e cantato dalla band al contrario, ma registrato nel verso giusto, dando alla performance audiovisiva un divertentissimo effetto surreale ed estraniante.
il 23 aprile Matteo Gabbianelli presta la propria voce per il singolo Non sarà così strano, brano patrocinato dalla Croce Rossa Italiana. L’iniziativa che riunisce più artisti, è finalizzata ad una raccolta fondi tramite la donazione dei diritti d’autore.
Esce su Rockit il 12 maggio il video del brano Santa Madonna de Le Case Chiuse, allstar band indie che oltre al cantante dei kuTso, comprende nella propria formazione Dente, Lodo Guenzi, Andy dei Bluevertigo, Alexia, Eugenio Finardi, The Libertines e altri artisti fra I più rappresentativi della scena indipendente.
il 20 giugno i kuTso rilasciano il singolo Casa dolce Casa in concomitanza con l'uscita dell'intero EP È Andata Così, che vede la collaborazione del cantautore Chiazzetta ed è accompagnato da un video diretto ed interpretato dall'attore e regista Valerio Desirò.
In estate la band ha potuto intraprendere un piccolo tour che li ha portati ad esibirsi al Castello Sforzesco di Milano per lo Slow Club Live organizzato da Barley Arts insieme a Saturnino e altri grandi artistie successivamente al grande concerto del MEI di Faenza condividendo il palco con Piero Pelù e Colapesce e Di Martino.

### I singoli da un minuto, ilTatanka European Toure ilPrimavera Sound(2022/2024)[97]

i kuTso nel 2024

Dal 2022 al 2024 si apre per la band un periodo a fasi alterne in cui il leader Matteo Gabbianelli, utilizzando il nome kuTso senza il coinvolgimento diretto degli altri membri, produce e pubblica con i distributori digitali Artist First e Ada music altri quattro singoli per non interrompere l'attività del progetto, che come tutto il comparto dell'industria musicale ha risentito dello stop forzato ai concerti dovuto alla Pandemia.
I brani di questo periodo, vere e proprie pillole musicali di un minuto circa, sono caratterizzati da un sound esclusivamente elettronico e da testi ironici riguardanti problemi contingenti di tutti i giorni, come in Luce & Gas, da letture sarcastiche di passi biblici, come in È No è e da un atteggiamento giocosamente scanzonato nei confronti della notorietà, come in Eros mi segue. Non essendo supportate da uffici stampa o piani di comunicazione, l'intento di queste release è di una loro diffusione virale a mezzo social. Esse sono accompagnate da video girati autonomamente da Matteo Gabbianelli, il quale dal vivo controlla la regia video tramite un controller palmare autocostruito, con cui fa stacchi e zoom mentre canta e performa. Contemporaneamente i kuTso riprendono l’attività live con il Tatanka tour , parzialmente in duo elettrico per motivi di budget con Brian Riente alla chitarra e Matteo Gabbianelli alla voce, ma riuscendo anche a tenere concerti in full band in club e festival. Il nome Tatanka, che significa bisonte nella lingua dei Sioux Lakota, simboleggia il carattere fracassone, inopportuno, testardo e implacabile della band, che nonostante le difficoltà del periodo post pandemico e l'oblio mediatico, continua a produrre musica e a suonare in ogni dove
ll 27 maggio 2024 i kuTso al completo si esibiscono al prestigioso festival internazionale Primavera Sound di Barcellona in Spagna; insieme a Liberato e Daniela Pes sono tra i soli tre progetti artistici italiani inseriti nel cartellone della manifestazione. Questo traguardo, raggiunto in un momento di non particolare hype per la band, coglie di sorpresa gli stessi kuTso, ma le parole degli organizzatori del festival chiariscono le motivazioni: "Perché sono al Primavera Sound? Perché, come abbiamo visto l'anno scorso con i Måneskin, avere una band rock italiana mette sempre di buon umore e cambia il ritmo della serata"  L'esito del potente show non smentisce le aspettative con canzoni funamboliche, una spettacolare intro cantanta per l'occasione in spagnolo e il consueto coinvolgimento del pubblico.
Nello stesso anno il Tatanka tour approda anche a Bruxelles e a Sofia.

i kuTso live all' SO36 di Berlino il 7 febbraio 2025

### Il nuovo singoloAi Forie prosieguo del tour (2025)[116]
Il 2025 vede la band al completo riunirsi in studio con l'uscita il 7 gennaio del singolo Ai Fori, brano prodotto da Gabbianelli in collaborazione col Ministero della Cultura, appositamente composto dai kuTso per il luogo delle origini di Roma, tra Foro Romano e Palatino, per la terza edizione di "Star Walks. Quando il PArCo incontra la musica", la serie originale del Parco archeologico del Colosseo. Nel video live che accompagna il brano, girato nel cuore dell'area archeologica, c'è una simpatica e ironica incursione dell’archeologo Andrea Schiappelli, il quale spiega che il Foro Romano è una cosa (la sede della partecipazione pubblica del popolo romano alla vita cittadina), e i Fori Imperiali un'altra (l’espressione del potere privato degli imperatori). "Tanto che i kuTso hanno pensato bene di rilasciare al Parco archeologico del Colosseo, in esclusiva assoluta, una diversa versione del brano intitolata "Al Foro"."
A febbraio i kuTso varcano nuovamente le Alpi per due concerti in Germania, a Berlino e ad Amburgo insieme alle due storiche band punk italiane Talco e Punkreas. Queste sono le prime due date del Tatanka tour 2025, la cui continuazione è prevista per tutto l'anno.

## Formazione

### Formazione attuale
- Matteo Gabbianelli – voce (2005-presente)
- Brian Riente – chitarra, cori (2017-presente)
- Luca Lepore – basso, cori (2017-presente)
- Bernardino Ponzani – batteria (2018-presente)

### Ex componenti
- Fabio Gabbianelli - chitarre, basso (2005-2007)
- Leandro Fiacco (2006)
- Giacomo Citro – basso, cori (2008-2011)
- Alessandro Inolti – batteria (2008-2013)
- Donatello Giorgi – chitarra, voce tenorile, cori (2008-2016)
- Luca Amendola – basso, cori (2011-2016)
- Simone Bravi – batteria (2013-2017)

## Discografia

### Album in studio
- 2013 – Decadendo (su un materasso sporco)
- 2015 – Musica per persone sensibili
- 2018 – Che effetto fa

### EP
- 2011 – Aiutatemi
- 2021 - È Andata Così

### Singoli
- 2010 - Aiutatemi
- 2011 - Questa società
- 2012 -  E mi eccito
- 2012 - Compro una tv
- 2012 - Via dal mondo
- 2013 - Lo sanno tutti
- 2013 - Alé
- 2013 - Marzia
- 2014 - 3 anni
- 2015 - Elisa
- 2015 - Io Rosico
- 2015 - Spray nasale
- 2015 - L'amore è
- 2015 - Why don't we do it in the road
- 2016 - Grazie alla guerra
- 2018 - Che effetto fa
- 2018 - Manzoni alieni
- 2018 - Uno + Una
- 2019 - Il Segreto di Giulio
- 2020 - Strade interrotte
- 2020 - Potete uscire
- 2020 - Ti chiamo lunedì
- 2020 - Casa dolce casa
- 2022 - Luce & gas
- 2022 - C'è già gente
- 2023 - è No è
- 2024 - Eros mi segue
- 2025 - Ai Fori